# Comité national olympique du Burundi
Le Comité national olympique du Burundi est le comité national olympique du Burundi. De code CIO BDI, il fut créé en 1990  et reconnu 3 ans plus tard en 1993.
Le comité est présidé entre 2009 et 2017 par le général Évariste Ndayishimiye. En mars 2017, Lydia Nsekera est élue présidente du comité.